# 格热戈日·谢蒂纳
格热戈日·尤利乌什·谢蒂纳（波蘭語：Grzegorz Juliusz Schetyna，發音：[ˈɡʐɛɡɔʂ sxɛˈtɨna] ⓘ；1963年2月18日—），波兰政治人物，曾担任过波蘭众议院议长及代理总统，2014至2015年任外交部部长。2016年1月起擔任公民纲领党议会党团领袖。
在90年代初期，谢蒂纳与人一同创立了一个商业电台——Radio Eska，并在1994至1997年主持弗罗茨瓦夫足球俱乐部篮球队。
在80年代后期，谢蒂纳就读于弗罗茨瓦夫大学历史系，领导该校的独立学生会联盟，参与团结工会领导的学生运动。在80年代后期，谢蒂纳就读于弗罗茨瓦夫大学历史系，领导该校的独立学生会联盟，参与团结工会领导的学生运动。90年代加入自由民主大会和自由联盟，又与唐纳德·图斯克和波兰政坛其他几个关键人物一起在2001年创建了公民纲领党，谢蒂纳任秘书长。
2005年9月25日，谢蒂纳作为公民纲领党候选人当选议会议员，之后出任副总理兼内务部长。2009年内阁改组，他因与图斯克的派系关西紧张，右因涉嫌为赌博公司利益游说的丑闻，只好离开政府。
2010年，前众议院议长布罗尼斯瓦夫·科莫罗夫斯基当选波兰总统，谢蒂纳被提名为议长候选人，7月8日，谢蒂纳以277票赞成，121票反对，16票弃权当选众议院议长，同时代理总统职务至8月6日科莫罗夫斯基上任。
2011年11月8日，谢蒂纳议长职务由埃娃·科帕奇接任。
2011年和2014年之间，谢蒂纳担任议会外交事务委员会主席。
2014年9月图斯克总理卸任出任欧洲理事会主席，谢蒂纳宣布竞选公民纲领党的领导地位，这被广泛视为直接挑战继任的埃娃·科帕奇总理。科帕奇为了应对此挑战，决定更换外交部长拉多斯瓦夫·西科尔斯基，由谢蒂纳接任外交部长。上任后，科帕奇命令他紧急改写波兰的外交政策，并提交给议会。